# وتیچروکورو
وتیچروکورو (به انگلیسی: Vatticherukuru) یک روستا در هند است که در آندرا پرادش واقع شده‌است.

## خصوصیات
وتیچروکورو ۴۴٬۷۳۹ نفر جمعیت دارد.